# Новомиколаївка (Кам'янський район)

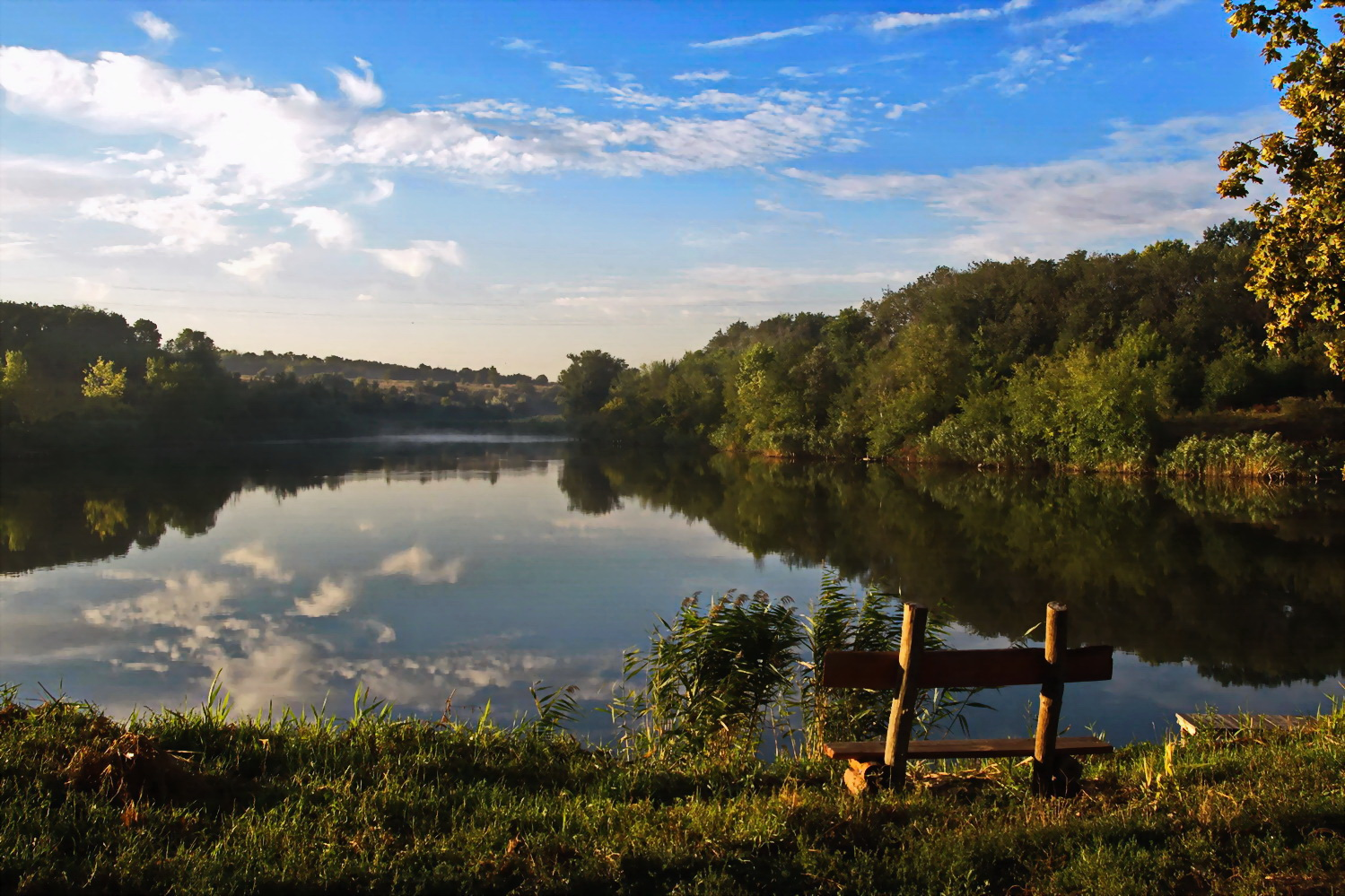
Околиці селища Новомиколаївка

Новомикола́ївка — селище Кам'янського району Дніпропетровської області. Населення за переписом 2001 року становить 3985 осіб.

## Розташування
Новомиколаївка розташована на Придніпровській височині у північно-західній частині Дніпропетровської області за 3 кілометри від правого берега Кам'янського водосховища. Висота над рівнем моря — від 154 до 172 метрів. Сусідні населені пункти: на заході — Воєводівка, на півночі — Дніпровське, на півдні — Зелений Гай, Братське, Чепине. На південно-східній околиці селища бере початок Балка Кіслицька.

## Історія
Новомиколаївка виникла у 1917 році після того, як на землі конфісковані у поміщика Потоцького, сюди переселились селяни із села Миколаївки.
У 1966 році внаслідок об'єднання села Новомиколаївки із робітничим селищем Мануйлівкою утворене селище Новомиколаївка.
У 1965 році на базі радгоспу «Ударник» у Новомиколаївці було створено племптахорадгосп-репродуктор «Верхньодніпровський», який спеціалізувався на розведенні індиків. У селищі була лікарня, середня школа, дві бібліотеки, два клуби.

## Населення

### Мова
Розподіл населення за рідною мовою за даними перепису 2001 року:
| Мова            | Кількість | Відсоток |
| --------------- | --------- | -------- |
| українська      | 3589      | 90.06%   |
| російська       | 287       | 7.20%    |
| ромська         | 57        | 1.43%    |
| румунська       | 35        | 0.88%    |
| білоруська      | 9         | 0.23%    |
| угорська        | 3         | 0.08%    |
| вірменська      | 1         | 0.02%    |
| інші/не вказали | 4         | 0.10%    |
| Усього          | 3985      | 100%     |

## Сучасність
Промисловість, господарство. Підприємства Новомиколаївки: ТзОВ «Віват» (вирощування зернових), ТОВ «Новомиколаївський елеватор», ЗАТ «Верхньодніпровський агропостач», КП «Дніпроторгбуд», СТзОВ «Рідний Край», декілька фермерських господарств, хлібопекарня.
Освіта, культура. У селищі є 2 середні загальноосвітні школи, дошкільний навчальний заклад «Сонечко», будинок культури, бібліотека.
Охорона здоров'я. У селищі є амбулаторія загальної практики-сімейної медицини, також у Новомиколаївці розміщений обласний комунальний заклад «Новомиколаївська туберкульозна лікарня».
Транспорт. Через Новомиколаївку проходять автошлях національного значення Н08 та регіональний автошлях Т 0429. У Новомиколаївці знаходиться залізнична станція Верхньодніпровськ Придніпровської залізниці. 

## Персоналії
- Крилов Андрій Альфредович (1977—2014) — старший солдат Збройних сил України, учасник російсько-української війни.

## Фото

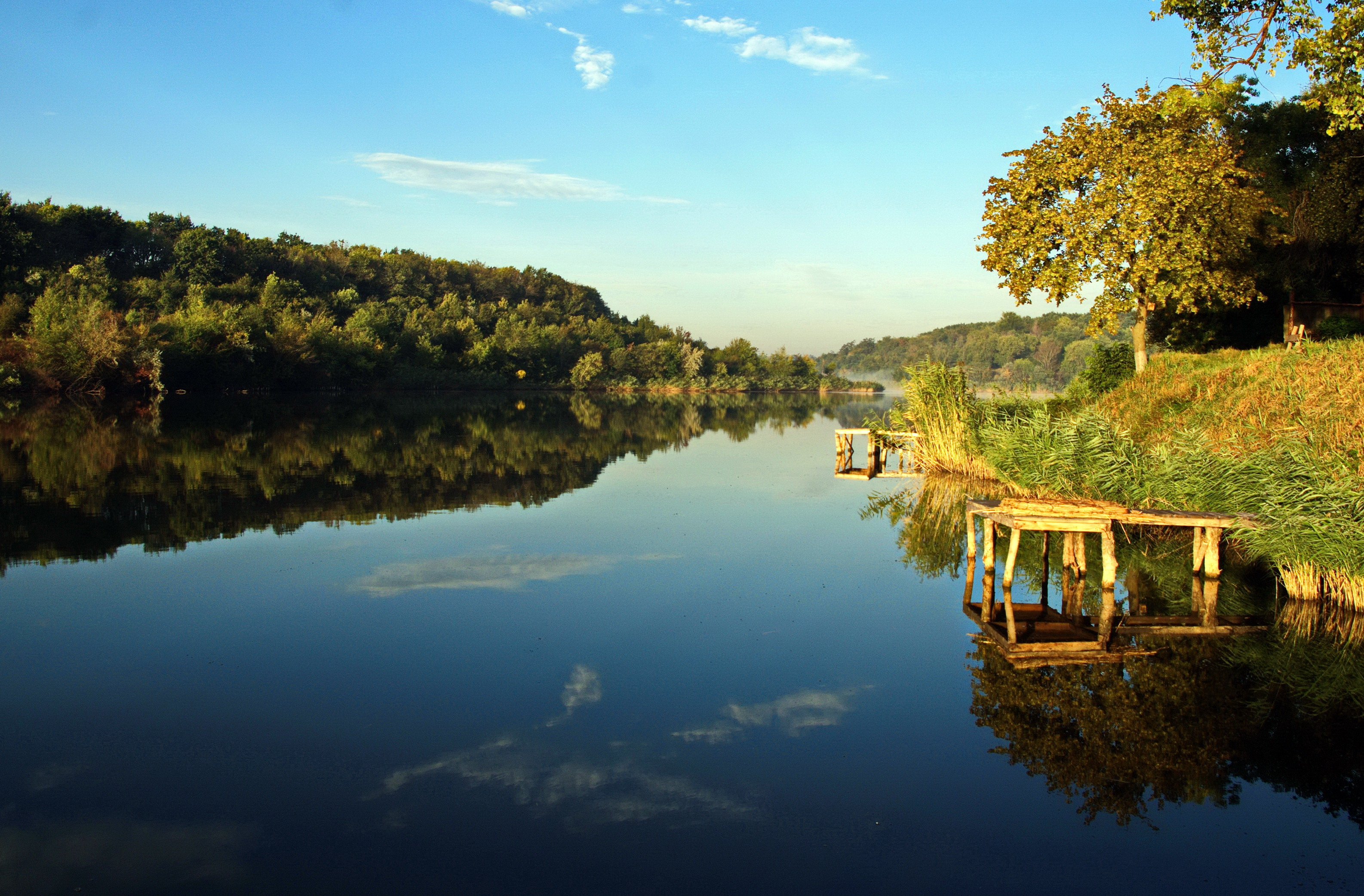
Рибне місце Новомиколаївки
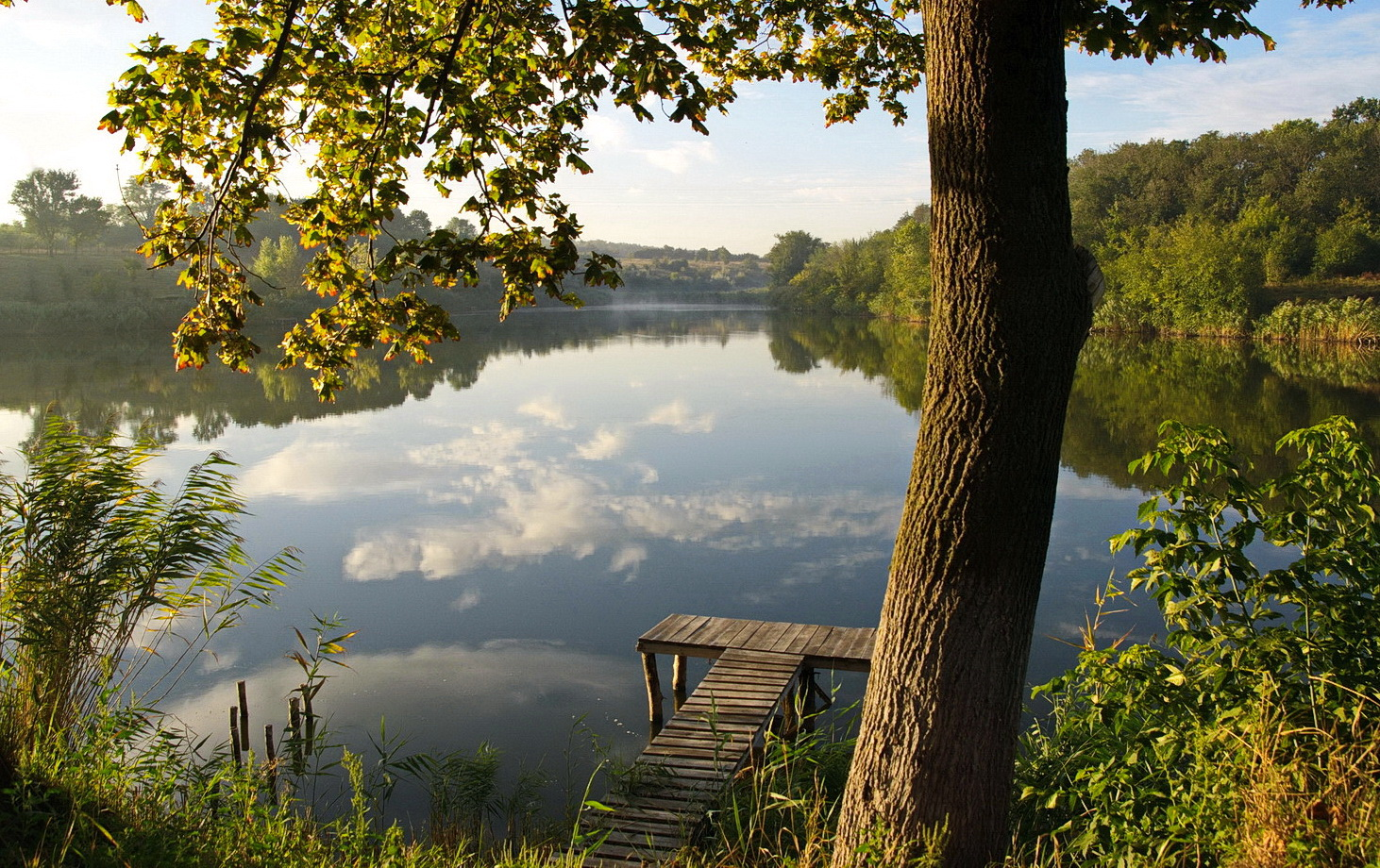
Зона відпочинку селища Новомиколаївка
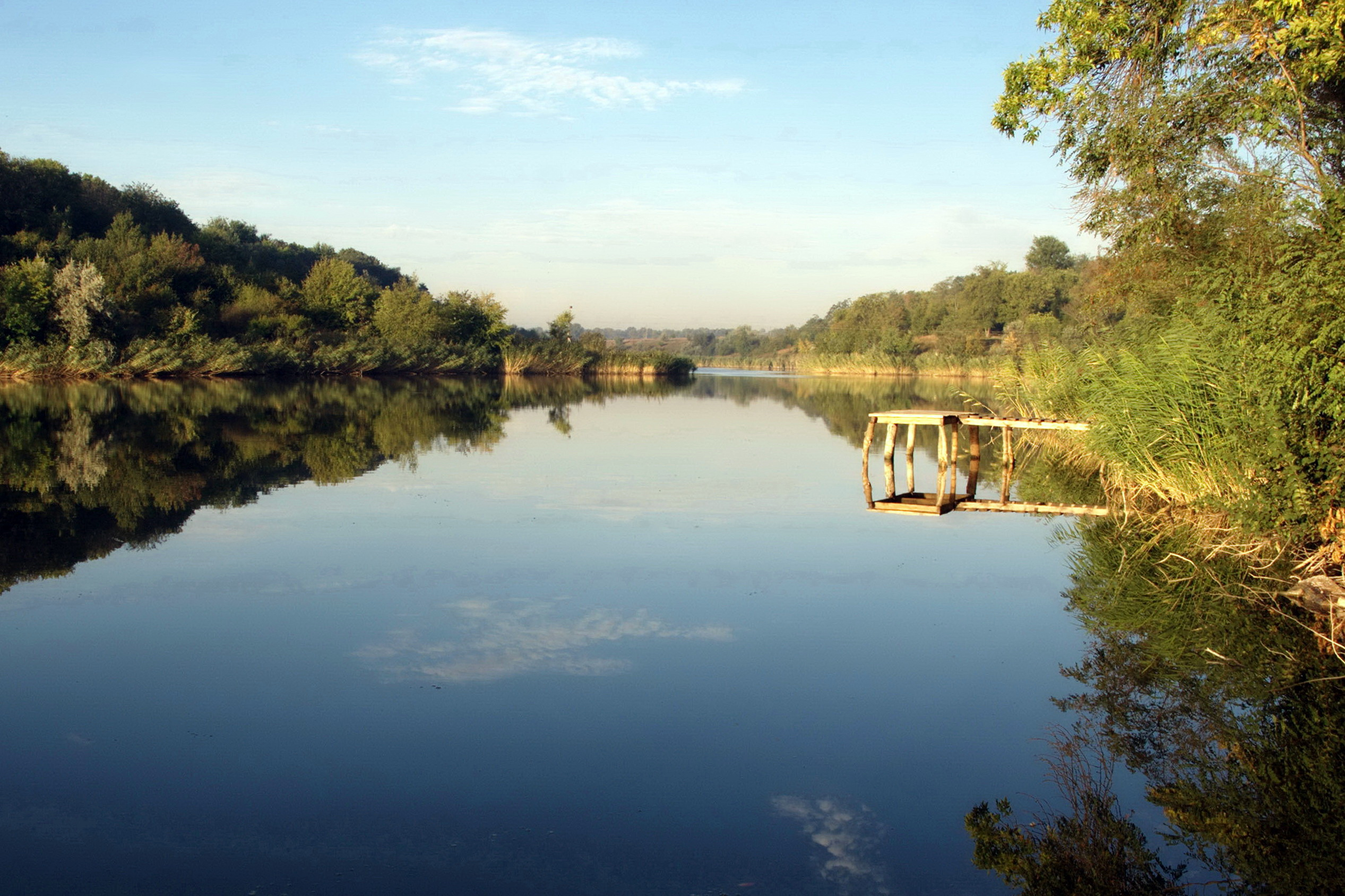
Ранок на околиці селища Новомиколаївка